# Municipio de San Lucas (Michoacán)
El municipio de San Lucas es uno de los 113 municipios en que se divide el estado mexicano de Michoacán.

## Historia
El nombre americano de esta población es Turipécuaro, de acuerdo a las relaciones y memorias del antiguo obispado de Michoacán, del siglo XVI. 
«El partido de Cutzio, tiene dicha cabecera tres pueblos sujetos [...] y el pueblo de San Lucas Turipecuaro, donde se habla lengua mexicana», es decir, nahuatl.
Durante el periodo de la colonización española, cambió su nombre a San Lucas Turipécuaro, en honor al evangelista y santo patrono de la parroquia. 
Hacia el siglo XVII, el antiguo Turipécuaro formó parte del proyecto de recongregación de las comunidades indígenas a Huetamo y Cutzio, sin embargo, hubo total rechazo y resistencia de los nativos y se quedaron tal y como estaban.

## Geografía
El municipio está situado en la parte sureste del estado de Michoacán, tiene una superficie de 474.15 km² lo cual equivale al 0.80 %.
Limita al norte con el municipio de Tiquicheo de Nicolás Romero; al este y sur con el estado de Guerrero, y al oeste con el municipio de Huetamo.
Cuenta con climas extremadamente intensos que llegan a las temperaturas de 40 grados Celsius en los meses de mayo. También cuenta con un frío extremo en los meses de diciembre, tan solo 16 grados Celsius.
Su cabecera municipal, San Lucas, tiene una altitud de 300 m s. n. m. y dista 225 km de la capital del estado, Morelia.

## Demografía
El municipio de San Lucas contaba según el censo de 2020 con una población de 17 667 de los cuales eran 8750 hombres y 8927 mujeres, y una densidad de población de 37.8 hab/km².
Pertenecen al municipio 97 localidades, entre ellas las tenencias de Angao, San Pedro, Tacupa, Riva Palacio, Salguero y Santa Cruz de Villagómez.

### Localidades
En el censo de 2020 el municipio de San Lucas contaba con 78 localidades.
| Código INEGI      | Localidad            | Población (2020) |
| ----------------- | -------------------- | ---------------- |
| 160770001         | San Lucas            | 3 243            |
| 160770067         | Vicente Riva Palacio | 3 234            |
| 160770050         | Salguero             | 1 698            |
| Otras localidades | Otras localidades    | 9 502            |
| Total municipal   | Total municipal      | 17 677           |

## Gastronomía
Como parte de la región del bajo Balsas, cuya población es producto del mestizaje entre indígenas, negros y españoles, la gastronomía se caracteriza por ser muy condimentada en platillos de compleja ejecución, como el frito de puerco, frito de res, tamales nejos, hechos con ceniza, maíz y hoja de plátano; mole verde, a base de semillas de calabaza, y el tradicional mole rojo, pero picante, así como chorizo 100 por ciento de carne, y variedades de barbacoa, como la de chivo y res.
Al tratarse de un municipio mayoritariamente rural, se aprovechan todos los recursos que la naturaleza pone a su disposición. Entre las frutas y verduras silvestres que se cocinan esta el mango criollo y ciruela agria, que se cocina con chile guajillo y se acompaña con cebolla y queso fresco. 
Asimismo, se recolecta del campo los retoños de Chipil y Sanchicua, que se cocinan con cebolla, ajo y sal, para después acompañar con chiles crudos picados y tortilla recién hecha; a la par, se consumen verdolagas silvestres, guajes silvestres, en retoño y vaina, todo lo que se compagina con el consumo de productos derivados de la leche entera. 
El platillo típico de esta comunidad, y casi desconocido, con más de 100 años de tradición, es la torta de buñuelo. Un platillo caprichoso, que puede consumirse durante la tarde, como un postre, o para cenar.  

## Política y administración
El gobierno municipal se ejerce a través de un ayuntamiento, que está integrado por un presidente municipal (alcalde), siete regidores (concejales), de los cuales cuatro son de mayoría relativa y 3 de representación proporcional; y un síndico (administrador).

### Alcaldes
Estos son los últimos alcaldes de San Lucas:
| Mandato   | Nombre del alcalde             |
| --------- | ------------------------------ |
| 1978-1980 | Sergio Martínez Castellanos    |
| 1981-1983 | Leandro Avellaneda Borja       |
| 1984-1986 | Anselmo Flores Mendoza         |
| 1987-1989 | Sergio Martínez Castellanos    |
| 1990-1992 | Humberto Serrato Díaz          |
| 1993-1995 | Noé Pérez Pérez                |
| 1996-1998 | Juan Concepción Elizalde María |
| 1999-2001 | Homero Vega Avellaneda         |
| 2002-2004 | Filogonio Delgado Macedonio    |
| 2005-2007 | Jorge Espinoza Cisneros        |
| 2008-2011 | Servando Valle Maldonado       |
| 2012-2015 | Miguel Rentería Galarza        |
| 2015-2018 | Arturo Torres Aguirre          |
| 2018-2024 | Efraín Serrato Díaz            |
| 2024-2027 | Aralia Saucedo Flores          |